# Niespodzianka
Niespodzianka – dramat Karola Huberta Rostworowskiego z 1929. Rostworowski za ten dramat został nagrodzony Państwową Nagrodą Literacką w 1932.
Dramat dzieje się w wiejskiej rodzinie Szywałów, żyjącej w skrajnej nędzy. Rodzina oczekuje wsparcia od syna, który wiele lat wcześniej wyjechał do Ameryki. W tym czasie w domu pojawia się zamożny nieznajomy. Małżeństwo dokonuje mordu, by ukraść mu pieniądze potrzebne na edukację młodszego syna. Okazuje się jednak, że był to ich starszy syn, których chciał zrobić rodzicom niespodziankę, nie informując o powrocie. Utwór pisany jest gwarą, zawiera też elementy charakterystyczne dla polszczyzny Żydów. Sztuka należy do najważniejszych dramatów dwudziestolecia międzywojennego. Niespodzianka jest pierwszą częścią trylogii, w skład której wchodzą również Przeprowadzka (1930) oraz U mety (1932).